# Daisendorf

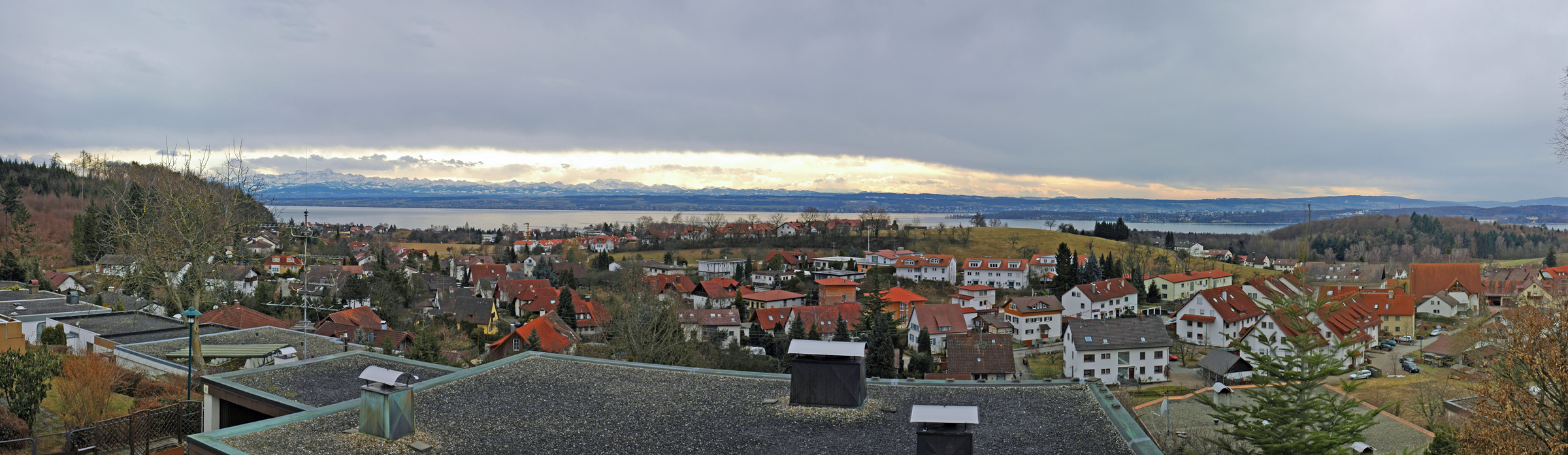
Blick über Daisendorf (im Hintergrund der Bodensee und die Schweizer Berge)

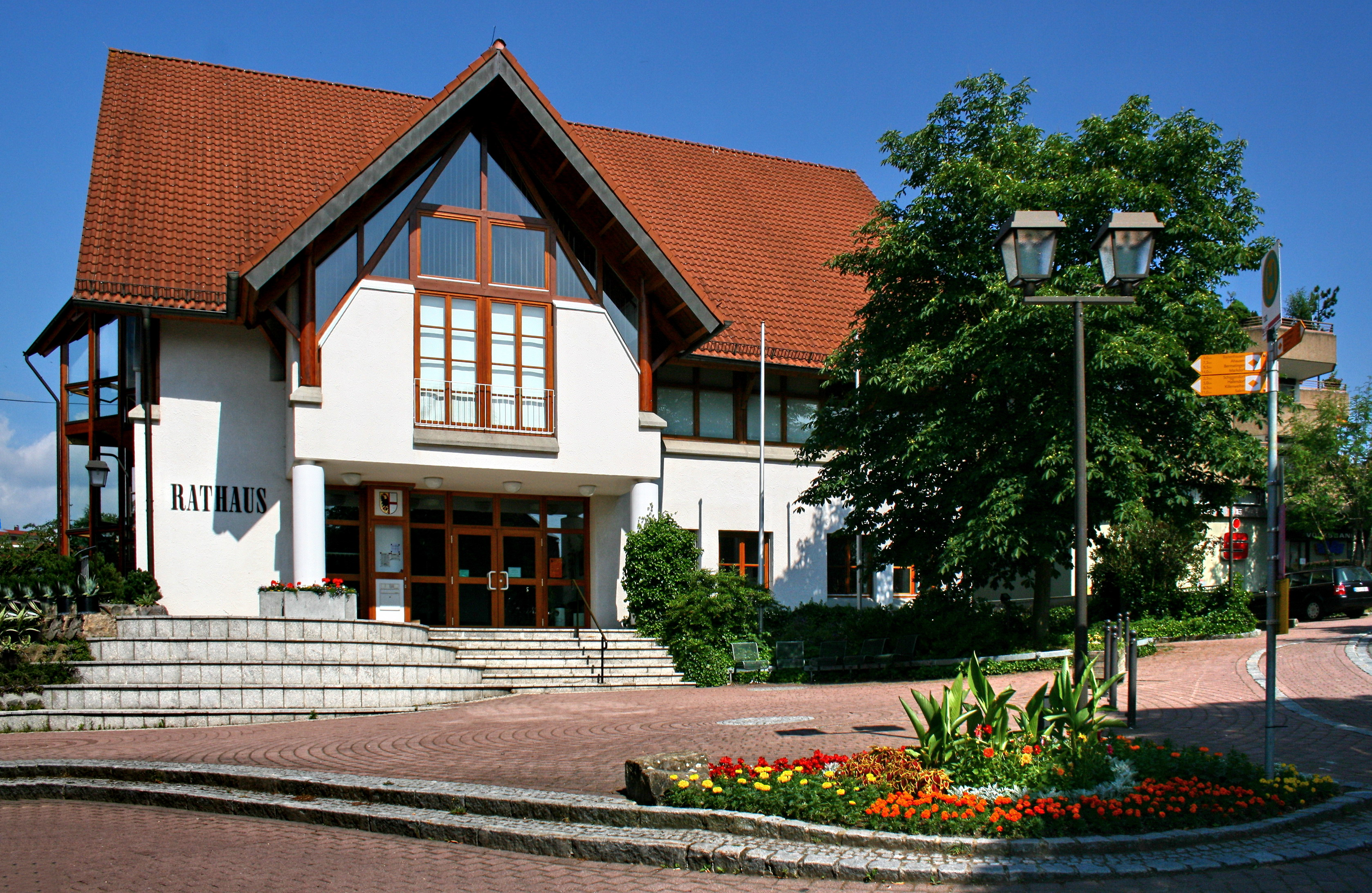
Das Daisendorfer Rathaus

Daisendorf ist eine Gemeinde im Bodenseekreis in Baden-Württemberg. Seit dem 1. Oktober 2022 trägt sie den Beinamen Erholungsort.

## Geographie
Daisendorf liegt im Bodensee-Hinterland in 480 bis 550 Meter Höhe, etwa zwei Kilometer nordwestlich von Meersburgs Stadtzentrum und etwa ebensoweit südöstlich von Uhldingen-Mühlhofen. Im Süden grenzt Daisendorf direkt an Meersburg.

## Geschichte
Die erste bekannte Besiedelung der eiszeitlich geprägten Hochfläche fand im 8. Jahrhundert statt. 1222 wurde Daisendorf erstmals urkundlich erwähnt, als das Kloster Salem dort die Zehntrechte von den Herren von Vaz (Graubünden) erwarb. Die Herrschaftsrechte lagen allerdings von alters her beim Bischof von Konstanz. Dadurch entstand ein Konflikt, der erst 1285 durch einen von den örtlichen Geschworenen (jurati, quasi Vorgänger des heutigen Gemeinderates) vermittelten Vergleich beigelegt werden konnte.
Im 14. Jahrhundert brachten Missernten und die Pest wirtschaftliche Schwierigkeiten, die das Bistum Konstanz zwangen, Daisendorf 1334 an die freie Reichsstadt Überlingen abzutreten. Erst 1507 konnte der Konstanzer Bischof Hugo von Hohenlandenberg das Dorf für 400 Gulden zurückkaufen. Überlingen kaufte dafür vom Fürstbischof von Konstanz die Vogtei Hohenbodman. Die St. Martin-Kapelle wurde daraufhin gebaut und am 20. Juni 1508 geweiht.
Mit dem Reichsdeputationshauptschluss wurde 1803 die Gemeinde selbstständig und fiel an Baden. Ab 1857 gehörte sie zum Bezirksamt Überlingen, ab 1939 zum Landkreis Überlingen, ehe dieser 1973 im Zuge der Kreisreform im Bodenseekreis aufging.

## Religionen
Daisendorf gehörte ursprünglich zur Pfarrei Seefelden, die als eine der Urkirchen am Bodensee gilt. Durch Beschluss des Konstanzer Bischofs vom 26. Januar 1684 kommt es zur Pfarrei Meersburg. Die Katholische Pfarrgemeinde Meersburg und Seefelden umfasst Meersburg, Stetten, Baitenhausen, Daisendorf, Mühlhofen und Oberuhldingen. Katholische Gottesdienste werden in der St. Martin-Kapelle in Daisendorf wöchentlich, evangelische monatlich abgehalten.

## Politik

### Gemeindeverwaltungsverband
Daisendorf hat sich mit der Stadt Meersburg und den Gemeinden Hagnau, Stetten und Uhldingen-Mühlhofen zu einem Gemeindeverwaltungsverband zusammengeschlossen.

### Rathaus
Im Obergeschoss des Rathauses von Daisendorf befindet sich der Festsaal mit Bühne, in dem kulturelle Veranstaltungen stattfinden.

### Bürgermeister
- 1905–1927: Adolf Bernhard[6]
- 1927–1934: Heinrich Brunner[6]
- 1935–1951: Otto Bernhard[6]
- 1951–1957: Bernhard Waldvogel[7][6]
- 1957–1985: Wolfgang Wegener[7][6]
- 1985–2009: Helmut Keser[8][6]
- 2009–2017: Frank Lemke[9]
- seit 2017: Jacqueline Alberti[10]

### Gemeinderat
Das Ergebnis der Kommunalwahl am 09. Juni 2024 zeigt – neben den Vergleichszahlen voriger Wahlen – folgende Tabelle.
| Parteien und Wählergemeinschaften | Parteien und Wählergemeinschaften           | % 2024 | Sitze 2024 | % 2019 | Sitze 2019 | % 2014 | Sitze 2014 | % 2009 | Sitze 2009 | Kommunalwahl 2024 – StimmenanteileWahlbeteiligung: 68,6 % 706050403020100 n. k. % (−38,4 %p)39,5 % (n. k. %p)60,5 % (−1,1 %p) CDUEn.gruppebFW20192024Anmerkungen:b Neue Liste zur Kommunalwahl 2024 |
| CDU                               | Christlich Demokratische Union Deutschlands | -      | -          | 38,4   | 4          | 41,8   | 4          | 38,7   | 4          | Kommunalwahl 2024 – StimmenanteileWahlbeteiligung: 68,6 % 706050403020100 n. k. % (−38,4 %p)39,5 % (n. k. %p)60,5 % (−1,1 %p) CDUEn.gruppebFW20192024Anmerkungen:b Neue Liste zur Kommunalwahl 2024 |
| -                                 | Energiegruppe Daisendorf                    | 39,5   | 4          | -      | -          | -      | -          | -      | -          | Kommunalwahl 2024 – StimmenanteileWahlbeteiligung: 68,6 % 706050403020100 n. k. % (−38,4 %p)39,5 % (n. k. %p)60,5 % (−1,1 %p) CDUEn.gruppebFW20192024Anmerkungen:b Neue Liste zur Kommunalwahl 2024 |
| FWI                               | Freie Wähler                                | 60,5   | 6          | 61,6   | 6          | 58,2   | 6          | 37,6   | 4          | Kommunalwahl 2024 – StimmenanteileWahlbeteiligung: 68,6 % 706050403020100 n. k. % (−38,4 %p)39,5 % (n. k. %p)60,5 % (−1,1 %p) CDUEn.gruppebFW20192024Anmerkungen:b Neue Liste zur Kommunalwahl 2024 |
| SPD                               | Sozialdemokratische Partei Deutschlands     | -      | -          | -      | -          | -      | -          | 23,7   | 2          | Kommunalwahl 2024 – StimmenanteileWahlbeteiligung: 68,6 % 706050403020100 n. k. % (−38,4 %p)39,5 % (n. k. %p)60,5 % (−1,1 %p) CDUEn.gruppebFW20192024Anmerkungen:b Neue Liste zur Kommunalwahl 2024 |
| Gesamt                            | Gesamt                                      | 100    | 10         | 100    | 10         | 100    | 10         | 100    | 10         | Kommunalwahl 2024 – StimmenanteileWahlbeteiligung: 68,6 % 706050403020100 n. k. % (−38,4 %p)39,5 % (n. k. %p)60,5 % (−1,1 %p) CDUEn.gruppebFW20192024Anmerkungen:b Neue Liste zur Kommunalwahl 2024 |
| Wahlbeteiligung                   | Wahlbeteiligung                             | 68,6 % | 68,6 %     |        |            |        |            |        |            | Kommunalwahl 2024 – StimmenanteileWahlbeteiligung: 68,6 % 706050403020100 n. k. % (−38,4 %p)39,5 % (n. k. %p)60,5 % (−1,1 %p) CDUEn.gruppebFW20192024Anmerkungen:b Neue Liste zur Kommunalwahl 2024 |

### Wappen
| Wappen der Gemeinde Daisendorf | Blasonierung: „In gespaltenem Schild vorne in Gold (Gelb) ein rot bewehrter und rot bezungter halber schwarzer Adler am Spalt, hinten in Silber (Weiß) ein halbes geschliffenes rotes Kreuz am Spalt.“ |
| Wappen der Gemeinde Daisendorf | Wappenbegründung: Das Wappen der Gemeinde Daisendorf ist seit dem Jahre 1928 gültig. Der halbe Reichsadler am Spalt soll daran erinnern, dass die Ortsherrschaft der Reichsstadt Überlingen gehörte, bis diese sie im Jahre 1507 an das Bistum Konstanz verkaufte. Das hintere Feld des Gemeindewappens enthält die halbe Wappenfigur dieses Bistums, das ein rotes Kreuz im silbernen Schild führte. |

## Wirtschaft und Infrastruktur

### Wirtschaft

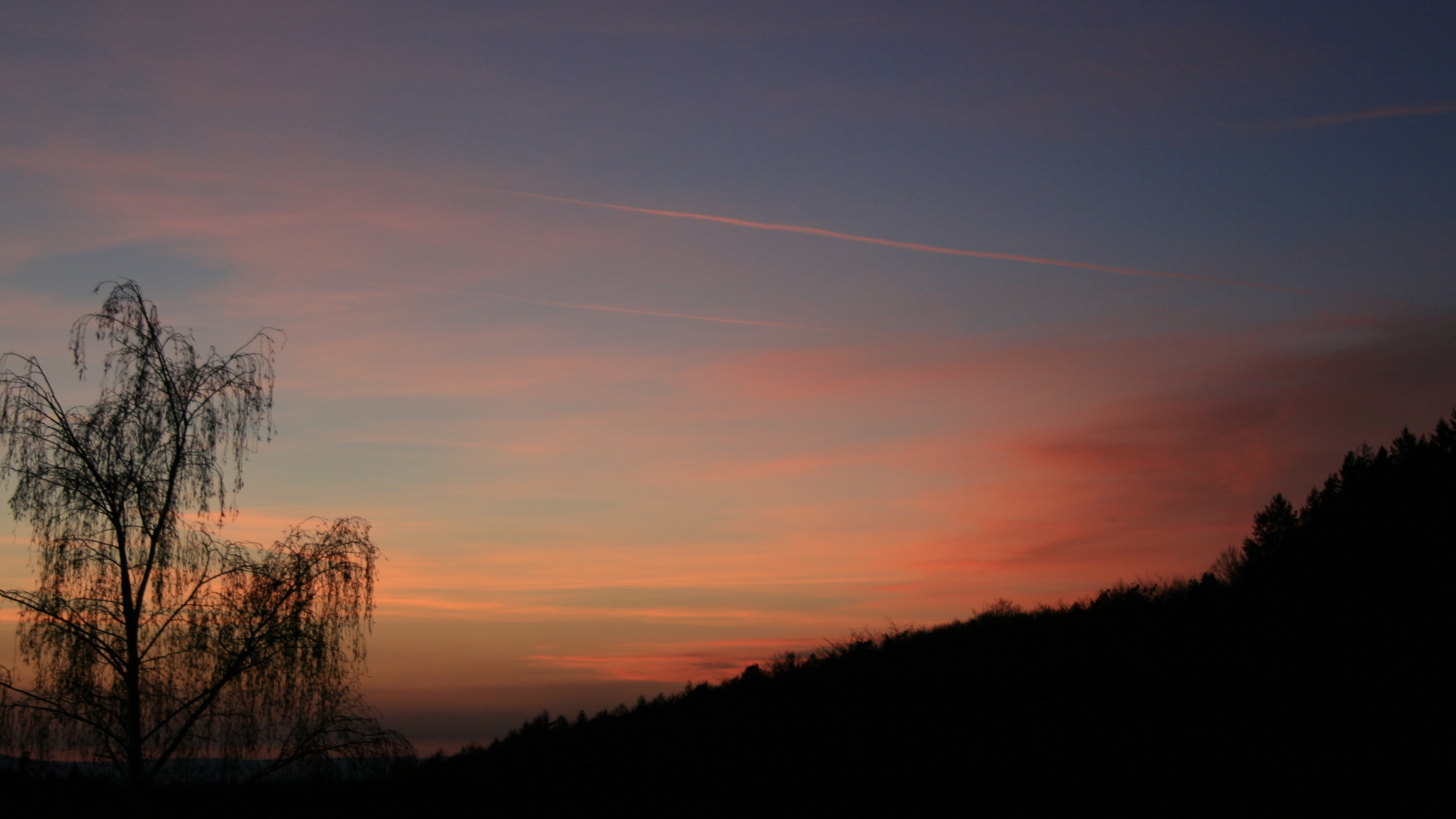
Fernblick: Sonnenuntergang in Daisendorf

Etwa ein Quadratkilometer des Gemeindegebiets wird bis heute landwirtschaftlich genutzt (Weinbau, Obstanbau und Waldbewirtschaftung). Äpfel und Weintrauben werden in einem privatwirtschaftlichen Betrieb im Ort weiterverarbeitet zu Destillat und Wein. Daisendorf hat mit Immenstaad und Hagnau die höchste Kaufkraft in der Region Bodensee-Oberschwaben. Ansonsten ist vor allem der Tourismus als Wirtschaftsfaktor zu erwähnen: Daisendorf gilt als ruhiger und attraktiver Urlaubsort in unmittelbarer Nähe des Bodensees, mit Sicht auf den See und die Alpen.

### Verkehr
Daisendorf wird westlich tangiert von der Kreisstraße 7783 von der Oberstadt von Meersburg nach Uhldingen-Mühlhofen. Es wird in west-östlicher Richtung durchquert von der Kreisstraße 7749 von Daisendorf nach Baitenhausen. Es ist über die Bundesstraße 31 und Bundesstraße 33 an das überregionale Straßennetz angebunden. Die Einfahrt auf die Bundesstraße 31 befindet sich in Meersburg bzw. Uhldingen-Mühlhofen. Die Einmündung in die Bundesstraße 33 in Stetten (Bodenseekreis).
Im Sommerhalbjahr bindet ein Pendelbus die Gemeinde an Meersburg und damit an die Buslinie 7395 (Friedrichshafen-Überlingen) an. Die Gemeinde ist mit einigen Buslinien u. a. mit Überlingen, Markdorf und Meersburg verbunden und befindet sich im Bodensee-Oberschwaben Verkehrsverbund (bodo).

## Kultur und Sehenswürdigkeiten

### Bauwerke

#### Kapelle St. Martin

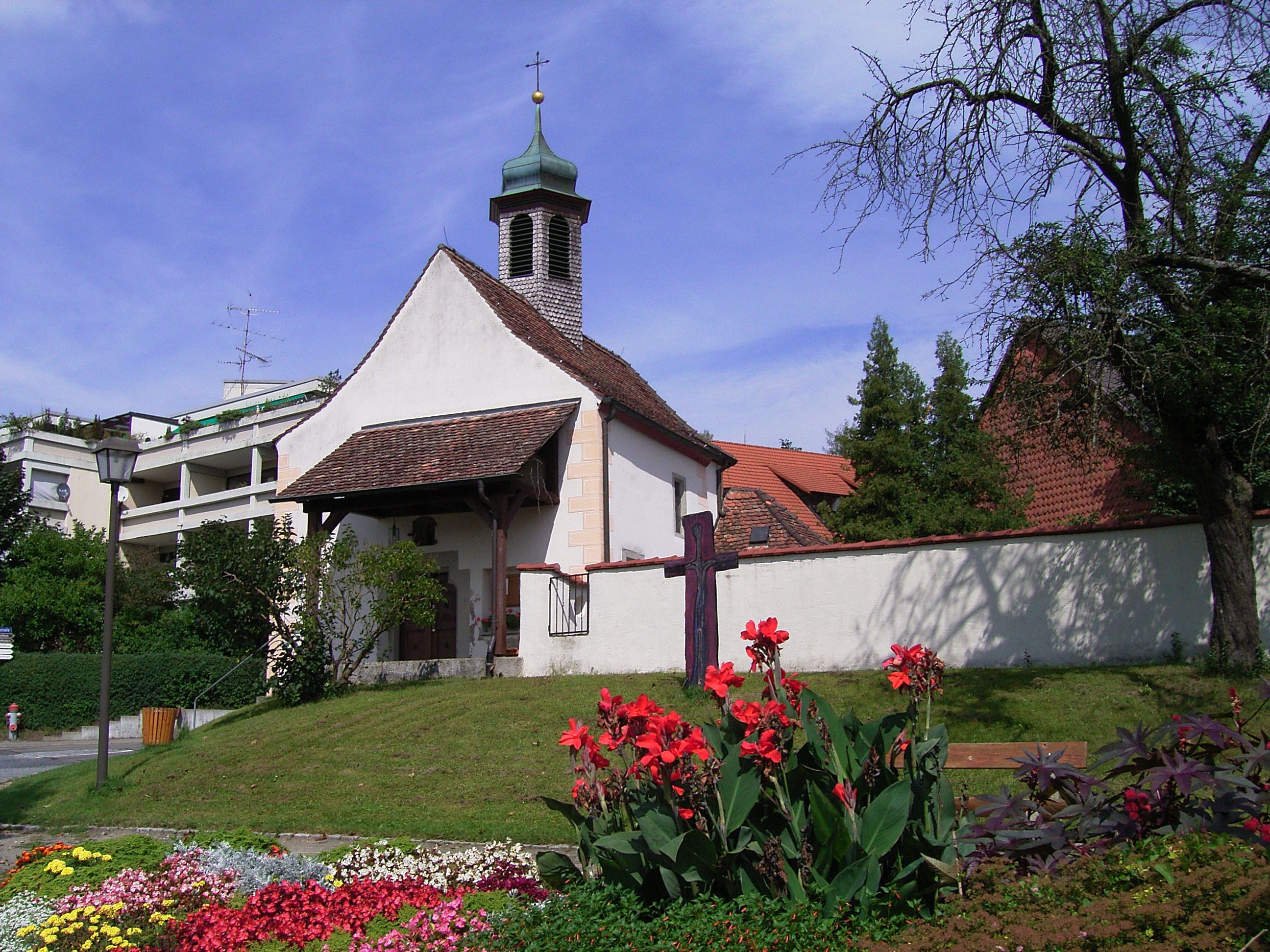
Kapelle St. Martin

Die St. Martin-Kapelle in Daisendorf wurde am 20. Juni 1508 Martin von Tours geweiht. Nach dem Dreißigjährigen Krieg wurde die Kapelle 1651 erneut geweiht. Sie wurde 1684 zur Pfarrei Meersburg zugeordnet unter der Auflage, dass die Gemeinde fortan Pflege, Unterhalt des Gebäudes und Unterhalt eines Kaplans leisten müsse. Auch aus dem Kreise der Daisendorfer Bürger fanden sich darauf immer wieder Stifter. Die Kapelle weist Fresken aus der Zeit des 15./16. Jahrhunderts, der Spätgotik/Renaissance, auf, die im Bodenseeraum einmalig sind. Dargestellt sind neben zwei Veduten hochrangige Heilige, in der Mehrzahl Frauengestalten.
Die Heiligendarstellungen stammen aus einer Zeit, als die Bevölkerung noch nicht schreiben und lesen konnte und aus der Betrachtung der Bilder-Zyklen lernte. Der „Katharinenzyklus“ (Hl. Katharina von Alexandria) befindet sich rechts oberhalb der Fensterlaibung und ist am besten von der Empore aus zu sehen. Dem Hl. Martin von Tours, dem Namensgeber der Kapelle sind das Fresko Mantelspende, Gemälde, Martinsfahne und die Martinsglocke gewidmet. Ein anderes Fresko zeigt das Doppelbild Hl. Helena (Mutter Konstantins des Großen) mit dem Kreuz und Hl. Maria Magdalena mit dem Salbölgefäß, die beide zum Christentum hielten. Ein weiteres Fresko stellt die Marter des Hl. Sebastian vor der Hintergrundlandschaft von Konstanz und dem Bodensee dar an Stelle des Tibers (Vedute). Seine S-förmige Körperhaltung weist in der Symbolik auf Erlösung hin. Eine weitere Vedute, die Burg von Meersburg und der Bodensee als Hintergrundbild, sind im Fresko der Hl. Ursula von Köln, die ihrem Martyrium entgegensegelt, enthalten. In der Freske der Hl. Verena, gekennzeichnet durch einen Krug mit Heilwasser, wird die Seelsorge für die Armen und eine Heilige, die auch in der Region des Hochrheins wirkte, gewürdigt. Die Fresken des Mariologischen Zyklus befinden sich in der Mitte oberhalb des Hochaltars: die Heilige Sippe, Schutzmantelmadonna, Vermählung Marias. Schließlich wird auch in einem Fresko die Anbetung der Heiligen Drei Könige dargestellt.
Am Hochaltar sind als Assistenzfiguren die Konstanzer Bischöfe Bischof Konrad mit Kelch und Stab, der die Mauritiusrotunde im Konstanzer Münster bauen ließ, sowie Bischof Gebhard II mit Buch und Stab, der das Kloster Petershausen in Konstanz erbauen ließ, als Skulpturen dargestellt.
Als Geläut hat die Kapelle die größere Martinsglocke und die Marienglocke aus der 2. Hälfte des 20. Jahrhunderts, die um 7:00, 12:00 und 19:00 Uhr läuten. Bei Todesfällen im Dorf läutet die Marienglocke. Eine Hausorgel von 1980 wurde 1995 eingebaut. Die Kapelle wurde etappenweise von 1919 bis 2000 restauriert.

#### Bauernhäuser
Das Haus der Pension Deifel am Rathaus wurde bis kurz vor Ende des 20. Jahrhunderts als Bauernhaus genutzt und ist 300 Jahre alt. Dort werden donnerstags nach Bauerntradition Linzgauer Dinnele im Holzofen zubereitet.

#### Brunnen

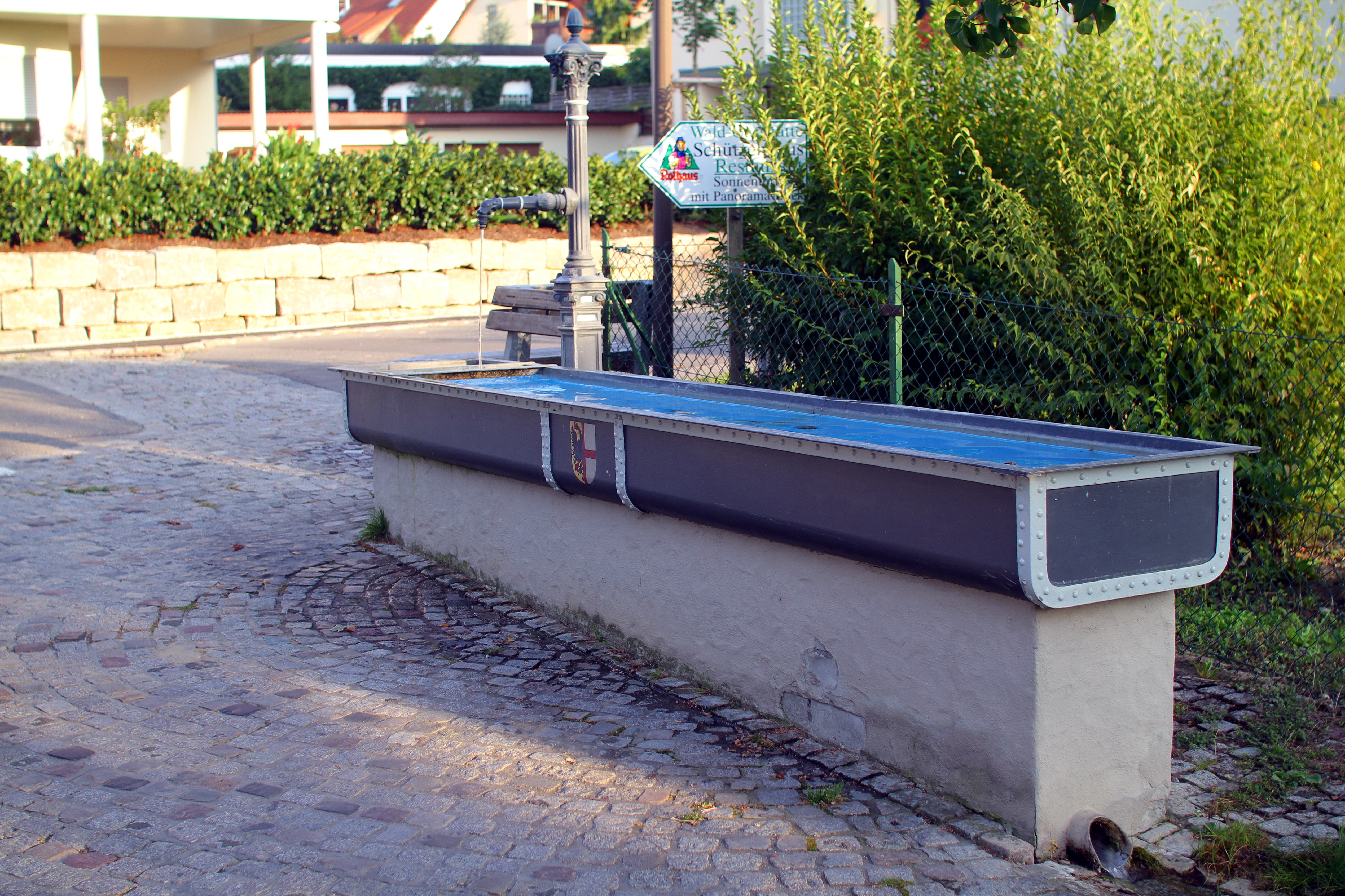
Döbele-Brunnen

- Brunnen an der Kapelle. Der trogähnliche Brunnen aus dem 20. Jahrhundert spendet Wasser für den Friedhof an der Kapelle und für den Durchgangsverkehr.
- Döbele-Brunnen im Döbele 1. Der Brunnen mit einem langgestreckten Eisenblechtrog stammt aus dem Ende des 19. Jahrhunderts und wird aus dem Döbelebach gespeist.[20]

### Regelmäßige Veranstaltungen
- Fastnacht (Fasnet) mit Setzen des Narrenbaums
- Dorffest im Juli, bewirtet durch die Pfadfinder und Jugendfeuerwehr Daisendorf
- Brunnenfest der Zimmermannsgilde Daisendorf e. V.
- Weinfest am dritten Augustwochenende durch die Freiwillige Feuerwehr Daisendorf ausgerichtet
- Theaterabende im Oktober mit den Bänklehocker

### Wanderwege
- Von Daisendorf nach Riedetsweiler: Vom nördlichen Ortsrand verläuft der Weg entlang des Neuweihers, von dort über den Höhenzug „Schüssel“ mit Aussicht auf den Obersee zur Ortschaft Riedetsweiler.
- Von Daisendorf nach der Wallfahrtskirche Baitenhausen: Vom nördlichen Ortsrand geht der Weg in Serpentinen talabwärts durch einen Wald. Vom Waldrand aus ist die Wallfahrtskapelle auf einer Anhöhe zu sehen.

### Naturlandschaft

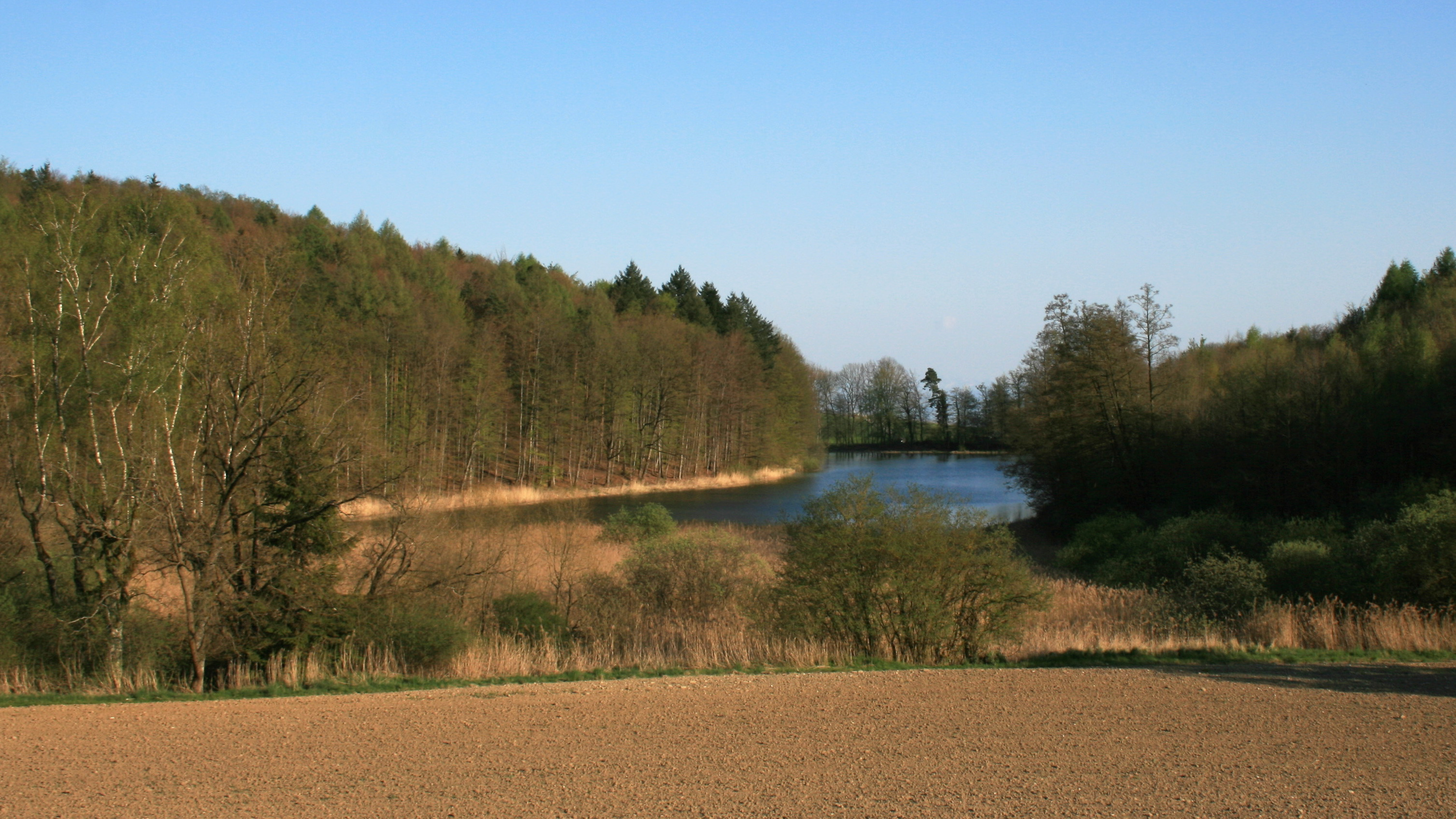
Der Neuweiher im Frühling

Der östlich des Ortes gelegene Neuweiher ist ein relativ unberührter Weiher inmitten eines ruhigen Waldes. Laut einer Urkunde im Meersburger Stadtarchiv wurde der Neuweiher bereits 1445 angelegt, im Mittelalter diente er als Wasserspeicher zur Flutung des Stadtgrabens von Meersburg. Der Weiher hat eine Fläche von etwa 5,7 ha bei einer Maximaltiefe von 4,1 m. Der Weiher fasst etwa 101 Mrd. Liter Wasser. In der Gegenwart dient der Weiher als Naherholungsgebiet sowie im Falle eines Waldbrandes als Löschwasserteich. Schwimmen und Bootsfahrten sind im Weiher verboten.
Eigentümerin des Weihers ist die Stadt Meersburg, er liegt aber auf Daisendorfer Gebiet. Der Teich wird durch das Ablassen des Wassers alle 6 Jahre „gewintert“ und alle 20 Jahre „gesömmert“, um den Teichboden zu mineralisieren und den Fischbestand zu erneuern. Im Einzugsgebiet des Neuweihers haben sich Störche angesiedelt.

## Friedhöfe

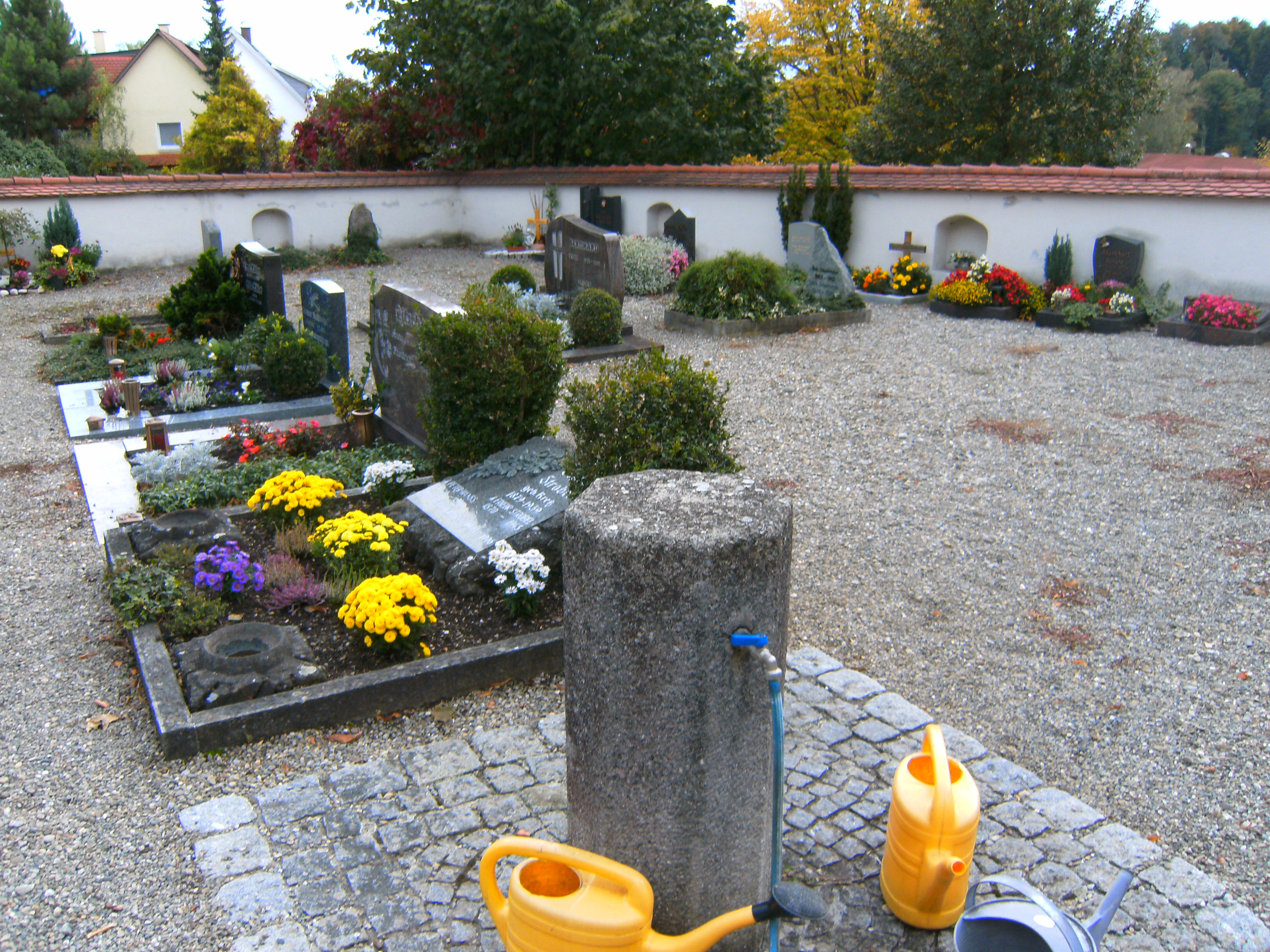
Daisendorf: Alter Friedhof um die Kapelle St. Martin. Gräber mit Friedhofsmauer.

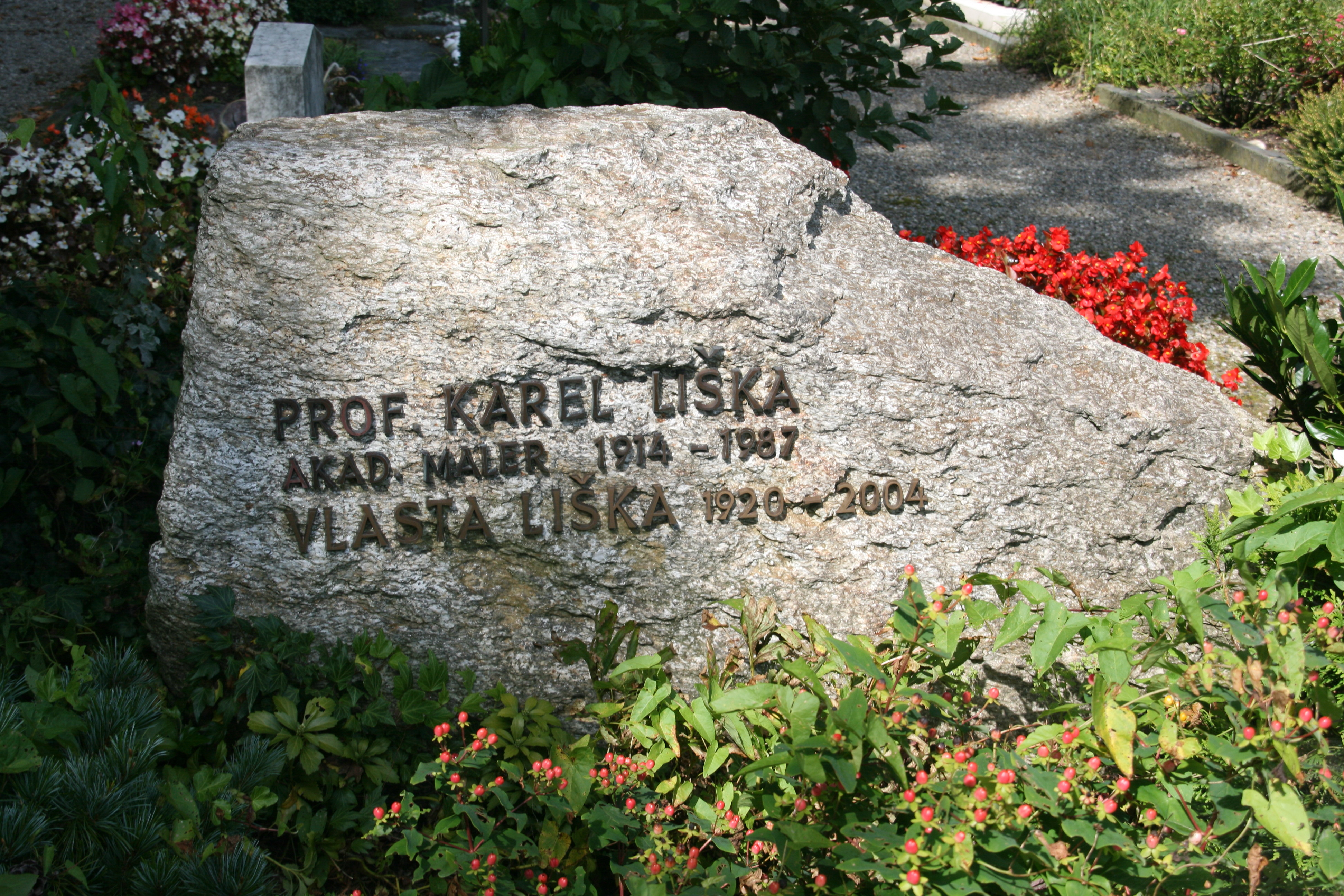
Neuer Friedhof mit Grab Karel Liška.

- Alter Friedhof an der St. Martin-Kapelle. Eine Bronzetafel rechts vom Eingang erinnert an die Gefallenen des Ersten und Zweiten Weltkriegs der Daisendorfer und der zugereisten Flüchtlinge.[23][24]
- Neuer Friedhof am westlichen Dorfrand, an der Kreisstraße nach Uhldingen-Mühlhofen.

## Persönlichkeiten
- Karel Liška (1914–1987): Tschechischer Maler und ehemals Lehrer am Aufbau-Gymnasium in Meersburg. Er malte zahlreiche Bodenseelandschaften und Bilder von Daisendorf, Meersburg und Prag. An ihn erinnert ein unpolierter Naturgrabstein auf der Südseite des (neuen) Friedhofs. Bei guter Sicht sieht man von dort die Bodensee- und Voralpenlandschaft wie auf einigen seiner Bilder.
- Christian Pampel (* 1979): Profi-Volleyballer, (ehemaliger) Nationalspieler, Olympiateilnehmer Peking 2008. Wohnhaft in Daisendorf.
- Tania Heber (* 1966): Sportschützin (Vorderlader) im SV Daisendorf, Weltmeisterin, Europameisterin. Wohnhaft in Daisendorf.